# 69275 Wiesenthal
69275 Wiesenthal este o planetă minoră (asteroid), cu un diametru de 5,89 km, din centura de asteroizi. A fost descoperită pe 28 noiembrie 1989 la Thüringer Landessternwarte Tautenburg⁠(d) de Freimut Börngen. 
Obiectul prezintă o orbită caracterizată de o semiaxă mare de 2,8013008804295 UAi, o excentricitate de 0,24, o înclinație de 8,7 ° în raport cu ecliptica.